# Testiranja na morju
Testiranja na morju so preizkušanje vodnega plovila (vključno s čolni, ladjami in podmornicami). Mnogo ljudi, ki so prisotni na testiranjih na morju, jih imenujejo tudi križarjenje". Običajno je to zadnja faza gradnje in poteka na odprtem morju, lahko pa traja od nekaj ur do več dni. Za merjenje zmogljivosti in splošne plovnosti plovila se izvajajo testiranja na morju. Običajno se preskuša hitrost, okretnost, opremo in varnostne lastnosti plovila. Običajno so prisotni tehnični predstavniki ladjedelnice (in graditeljev glavnih sistemov), vodstveni in certifikacijski uradniki ter predstavniki lastnikov. Uspešni poskusi na morju nato privedejo do odobritve plovila za obratovanje in sprejem s strani lastnika.
Čeprav se običajno šteje, da se testiranja na morju izvajajo samo na novo zgrajenih plovilih (ki jih graditelji ladij imenujejo "poskusi graditeljev"), se redno izvajajo tudi na naročenih plovilih. V novih plovilih se uporabljajo za ugotavljanje skladnosti z gradbenimi specifikacijami. Na naročenih plovilih se običajno uporabljajo za potrditev vpliva kakršnih koli sprememb. 
Testiranja na morju se lahko nanašajo tudi na kratko preizkusno potovanje, ki ga opravi potencialni kupec novega ali rabljenega plovila, kot enega od odločilnih dejavnikov, ali naj plovilo kupi.